# 24e régiment de cavalerie
Pour les articles homonymes, voir 24e régiment.
Pour le régiment portant le numéro 24 de 1791 à 1792, voir 23e régiment de cavalerie.
Le 24e régiment de cavalerie est une unité montée de l'Armée révolutionnaire française, créé en 1793 et dissous en 1801.

## Historique
Le 25e régiment de cavalerie est formé en juin 1793 à l'École Militaire, à partir des volontaires nationaux à cheval qui s'y étaient rassemblés en 1792. Il devient rapidement 24e régiment de cavalerie à la suite de la disparition du 15e régiment de cavalerie ci-devant Royal-Allemand.
Les escadrons du 24e régiment de cavalerie sont rapidement dispersés. Il fait les campagnes de 1792 et 1793 à l'armée du Nord et celle de 1794 à l'armée de l'Ouest. Lors de la réorganisation de 1796 le régiment garde son nom et son rang.
Le 24e régiment de cavalerie fait la campagne de l'an IV à l'armée de l'Ouest, celle de l'an VII à l'armée du Rhin et celles de l'an VIII et de l'an IX à l'armée Gallo-Batave.
Le 24e régiment de cavalerie est incorporé en l'an X dans les 1er et 8e régiments de cavalerie de bataille.